# HP Quality Center
HP Quality Center（意为“惠普质量中心”）是惠普软件事业部的一款品质管理软件。其多数功能是从收购Mercury Interactive公司而来的。HP Quality Center提供SQA，包括针对IT和应用程序的需求管理、测试管理和业务过程测试。HP Quality Center是惠普应用程序生命周期管理软件解决方案集的一个组成部分。

## 产品形式
HP Quality Center有HP Quality Center入门版和HP Quality Center企业版软件可用。入门版针对入门级的软件质量保证组织；企业版原名Mercury TestDirector，适用于管理大中型软件的软件质量保证组织。HP Quality Center也可以软件即服务形式使用。